# Partido Nacional Republicano

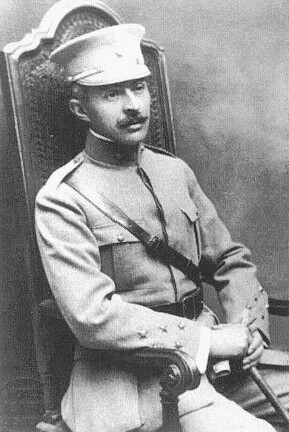
Sidónio Pais

Die Nationalrepublikanische Partei (auf Portugiesisch: Partido Nacional Republicano) war eine politische Partei aus der Zeit der ersten Republik in Portugal. Die Partei war ganz auf ihren Parteigründer Sidónio Pais ausgerichtet und wurde deshalb inoffiziell auch als „Sidonistische Partei“ (Partido Sidonista – nach dem Vornamen von Sidónio Pais) bezeichnet.

## Geschichte
Am 5. Dezember 1917 putschte Hauptmann Sidónio Pais gegen die Republik und erzwang den Rücktritt der Regierung Afonso Augusto da Costa. Präsident Bernardino Machado ging ins Exil. Pais suspendierte die Verfassung und versuchte eine „Neue Republik“ (República Nova) (nicht zu verwechseln mit dem „Neuen Staat“, vgl. Estado Novo) zu errichten, einen autoritären Staat mit starkem Präsidenten. Pais war ein charismatischer und populistischer Politiker, seine Neue Republik hatte starke Züge eines Ständestaates und nahm somit gewissermaßen bereits die Salazarjahre vorweg. Um seinem neuen Staatssystem den Anstrich demokratischer Legitimation zu geben, bereitet Pais für den 28. April 1918 die Durchführung von Präsidentschafts- und Parlamentswahlen vor. Die geplanten Präsidentschaftswahlen waren ein Novum, da nach der alten Verfassung der Präsident nicht direkt vom Volk, sondern vom Parlament gewählt wurde. Mit zwei Dekreten vom 11. und 30. März 1918 änderte Sidónio Pais dies und ließ auch die dritten Allgemeinen Wahlen der Ersten Republik, d. h. Wahlen zum Abgeordnetenhaus und zum Senat durchführen. Für diese Wahlen gründete er im Frühjahr 1918 die Nationalrepublikanische Partei.
Pais wurde neben seiner Partei auch noch von den Monarchisten, den Unionisten und weiteren rechts der Mitte stehenden Parteien unterstützt. Seine Partei gewann die Wahlen mit überwältigender Mehrheit (108 Sitze im Abgeordnetenhaus und 31 im Senat). Allerdings waren die Zustände in Portugal nach dem Putsch nicht so, dass von freien Wahlen gesprochen werden konnten. Auch boykottierten die Demokraten, die Hauptgegner Pais' die Wahlen.
Am 14. Dezember 1918 wurde Pais bei einem Attentat auf dem Lissabonner Bahnhof Rossio erschossen. Die jetzt führungslose Nationalrepublikanische Partei verfiel daraufhin bald der politischen Bedeutungslosigkeit. Ihre Reste vereinigten sich schließlich mit der Liberal-Republikanischen Union und der Republikanischen Partei des Nationalen Wiederaufbaus zur Republikanisch-Nationalistischen Partei.
1923 wurde die Partei aufgelöst.